# Nová rakouská tunelovací metoda

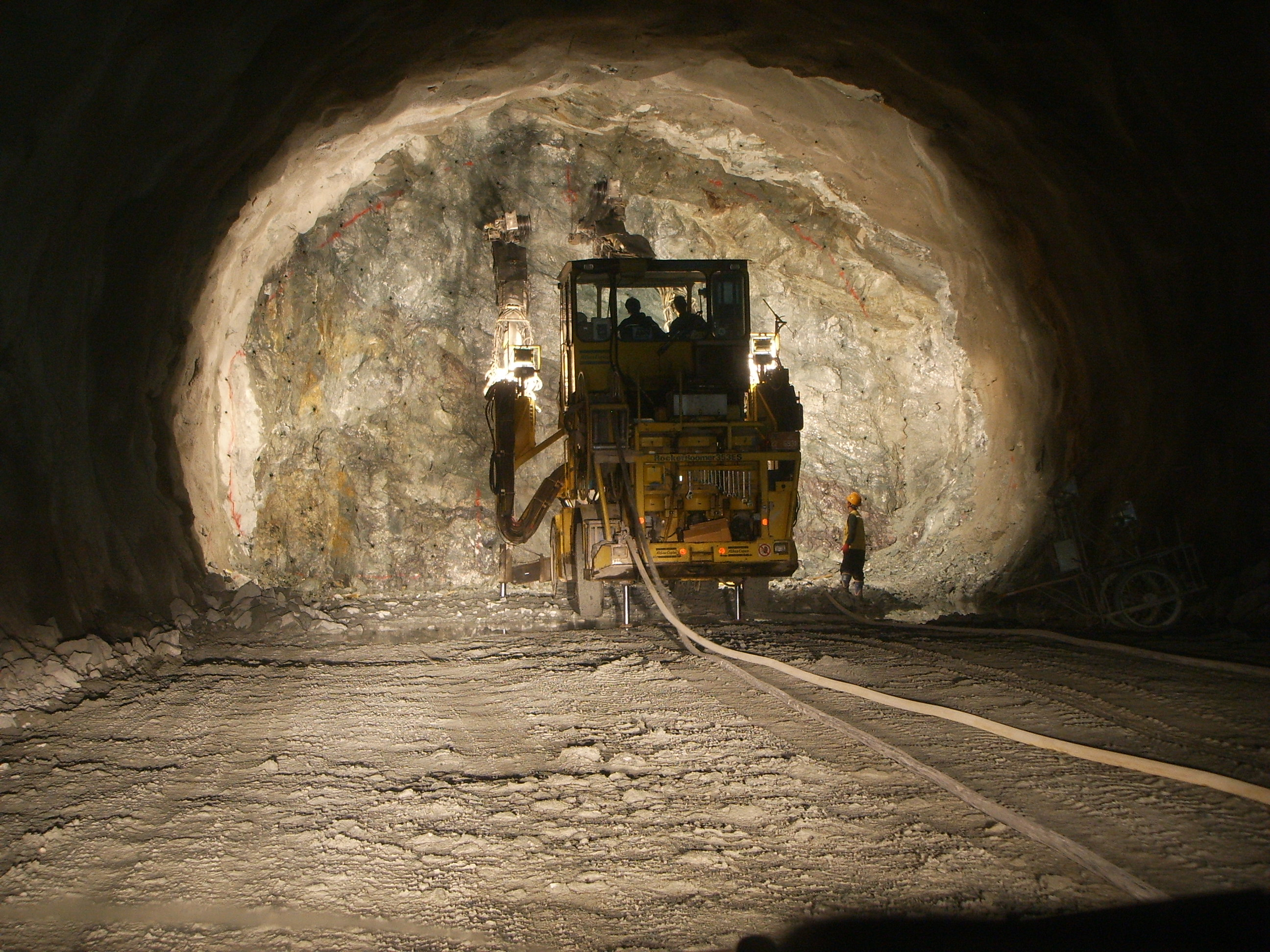
Čelba nové rakouské tunelovací metody

Nová rakouská tunelovací metoda (NRTM, anglicky NATM, německy NÖTM) je jednou z metod ražby tunelů. Nerazí se celý profil tunelové trouby v kuse, ale probíhá po částech. Díky tomu tak lze postupovat jednak rychleji, jednak využít horninu a její tlak jako nosný prvek (zpevňující) celé stavby.
Ostění se skládá z primárního a sekundárního ostění.
Primární ostění se provádí ihned po razících pracích. K výrubu se přiloží výztuž (např. betonářská) a na ni se nastříká beton, případně drátkobeton. Primární ostění zajišťuje stabilitu výrubu jako dočasný prvek po krátkou dobu – řádově týdny až měsíce. Jako definitivní ostění podzemního díla se buduje tzv. sekundární ostění, většinou jako železobetonová skořepina, ojediněle z prostého betonu, nezřídka za použití tzv. tybinků (prefabrikovaných dílců). Sekundární ostění se lícuje s primárním s hydroizolační vložkou, která ochraňuje sekundární ostění proti působení vody po celou dobu životnosti díla.
Tato metoda vznikla spojením a vývojem několika předchozích v 50. a 60. letech 20. století, přesně kodifikována byla v Salcburku v roce 1962. Zpočátku k ní panoval odpor, později se však ukázala jako efektivní. V současné době se ve světě okolo 50 % tunelů razí touto metodou. V Česku byly touto technologií budovány například tunely Mrázovka, Panenská, Tatenice, Komořany, Lochkov, Zahradnice,  Blanka, ražená část prodloužení metra C z Holešovic na Letňany (včetně stanice metra petrohradského typu Kobylisy), část prodloužení linky A pražského metra (jednotlivé stanice s výjimkou stanice Nemocnice Motol, která je hloubená; část tunelu pro obratové koleje  dvoukolejný traťový tunel mezi touto stanicí a Vypichem a propojky mezi tunely raženými TBM), geologický průzkum pro metro D.  